# Magahi
Magahi of Magadhi is een een Indo-Arische taal die wordt gesproken in de Indiase staten Bihar, Jharkhand en West-Bengalen en in Terai, Nepal. Magadhi Prakrit was de voorouder van Magahi, waarvan diens naam is afgeleid.
Magahri behoort tot de taalfamilie Bihari.
Hoewel het aantal sprekers in het Magahi ongeveer 12,7 miljoen bedraagt, is het in India niet grondwettelijk erkend. Magahi wordt officieel gezien als een dialect van het Hindi.